# Hexalectris nitida
Hexalectris nitida är en orkidéart som beskrevs av Louis Otho Otto Williams. Hexalectris nitida ingår i släktet Hexalectris och familjen orkidéer. Inga underarter finns listade i Catalogue of Life.